# Buda-Kashaliova
Buda-Kashaliova (bielorruso: Бу́да-Кашалё́ва) o Buda-Kosheliovo (ruso: Бу́да-Кошелёво) es una ciudad subdistrital de Bielorrusia, capital del distrito homónimo en la provincia de Gómel.
En 2022, la ciudad tenía una población de 8700 habitantes.
Se conoce la existencia de una pequeña aldea llamada "Buda" y ubicada aquí desde 1824. La aldea se desarrolló como poblado ferroviario a partir de 1873, cuando se abrió aquí una estación de la línea de ferrocarril de Liepāja a Romny. La RSS de Bielorrusia declaró al asentamiento capital distrital en 1924 y ciudad en 1971.
Se ubica unos 40 km al noroeste de la capital provincial Gómel, con la cual está conectada a través de la carretera P130, que termina aquí al cruzarse con la carretera P38.